# Kummooyeh

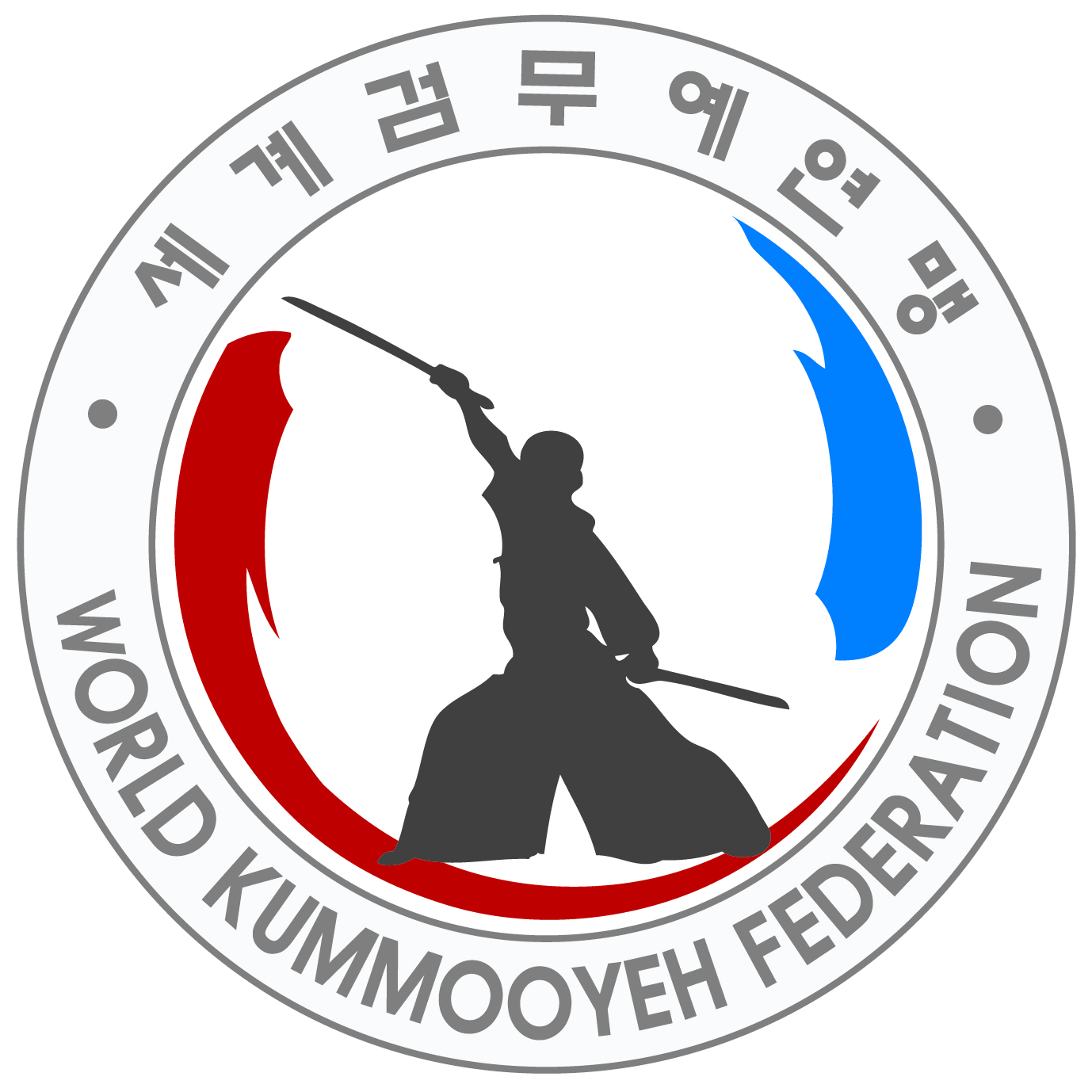
World Kummooyeh Federation Logo

Kummooyeh (검무예) is een Koreaanse vechtkunst. Het bestaat uit vele soorten training zoals meditatie, basisbewegingen, zwaardpatronen, snijden, sparringtechnieken en traditioneel Koreaans boogschieten. Elk type heeft een ander doel voor de ontwikkeling van de Kummooyeh-studenten, die oefenen in een dojang.
Het is afgeleid van de oude kunst van het Koreaanse zwaardvechten en is ook een unieke ontwikkeling van de oude elite strijdersklasse die hun leven wijdden aan de studie van gevechtskunsten ter bescherming van hun land.
De technieken en bewegingen van Kummooyeh zijn mooi en dynamisch, met een balans tussen snelheid, kracht en nauwkeurigheid, maar hebben een duidelijk dodelijk doel.
Kummooyeh vereist net als andere vechtsporten discipline en toewijding tijdens de training. Een nieuwe student begint met het leren van de basisprincipes, zoals etiquette, verschillende houdingen en voetenwerk, hoe een zwaard moet bewegen en er mee moet snijden.

## Betekenis
Het woord Kummooyeh is op te splitsen in twee woorden: Kum (검), hetgeen zwaard betekent en Mooyeh (무예): vechtkunst.

## Disciplines
Kummooyeh kent de volgende disciplines:
- Basisbewegingen
- Enkel zwaard
- Dubbel Zwaard
- Zwaardpatronen
- Sparringtechnieken
- Mat snijden
- Traditioneel Koreaans boog schieten
- Meditatie

## Specifieke terminologie
- Moc - kum (목검): houten zwaard.
- Jooc - kum (죽검): bamboe zwaard.
- Kyuc - kum (격검): sparring zwaard.
- Ka - kum (가검): oefenzwaard, bot zwaard.
- Jin - kum (진검): echt zwaard, scherp zwaard.

- Kum - Jip : (1) - Schede.
- Kum - Jaroo: (2) - Greep.

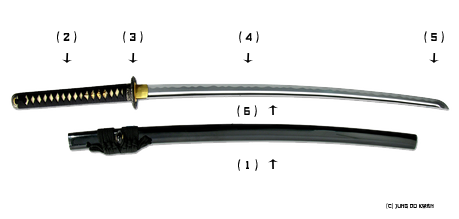
Kum

- Kum - Mahgi: (3) - Handbescherming.
- Kum - Nahl: (4) - Snede van de kling.
- Kum - Coh: (5) - Punt.
- Kum - Dung: (6) - Rugzijde van de kling.

## Gradatie
De zogeheten keub worden aangegeven met een systeem van gekleurde banden. Deze banden worden om de middel van de beoefenaar gedragen. De gebruikte kleuren verschillen per school, maar de eerste kleur is altijd wit. In het schema hiernaast zijn de kleuren van de keub aangegeven volgens het meest gangbare systeem in Korea. Nederlandse scholen gebruiken meestal een verschillende kleur voor iedere keub, of banden met meerdere kleuren.
- 7 Keub - Geel
- 6 Keub - Groen
- 5 Keub - Blauw
- 4 Keub - Paars
- 3 Keub - Bruin
- 2 Keub - Rood
- 1 Keub - Rood / Zwart
- ChosanBo - Zwart / witte streep

## Belangrijke personen in het Kummooyeh

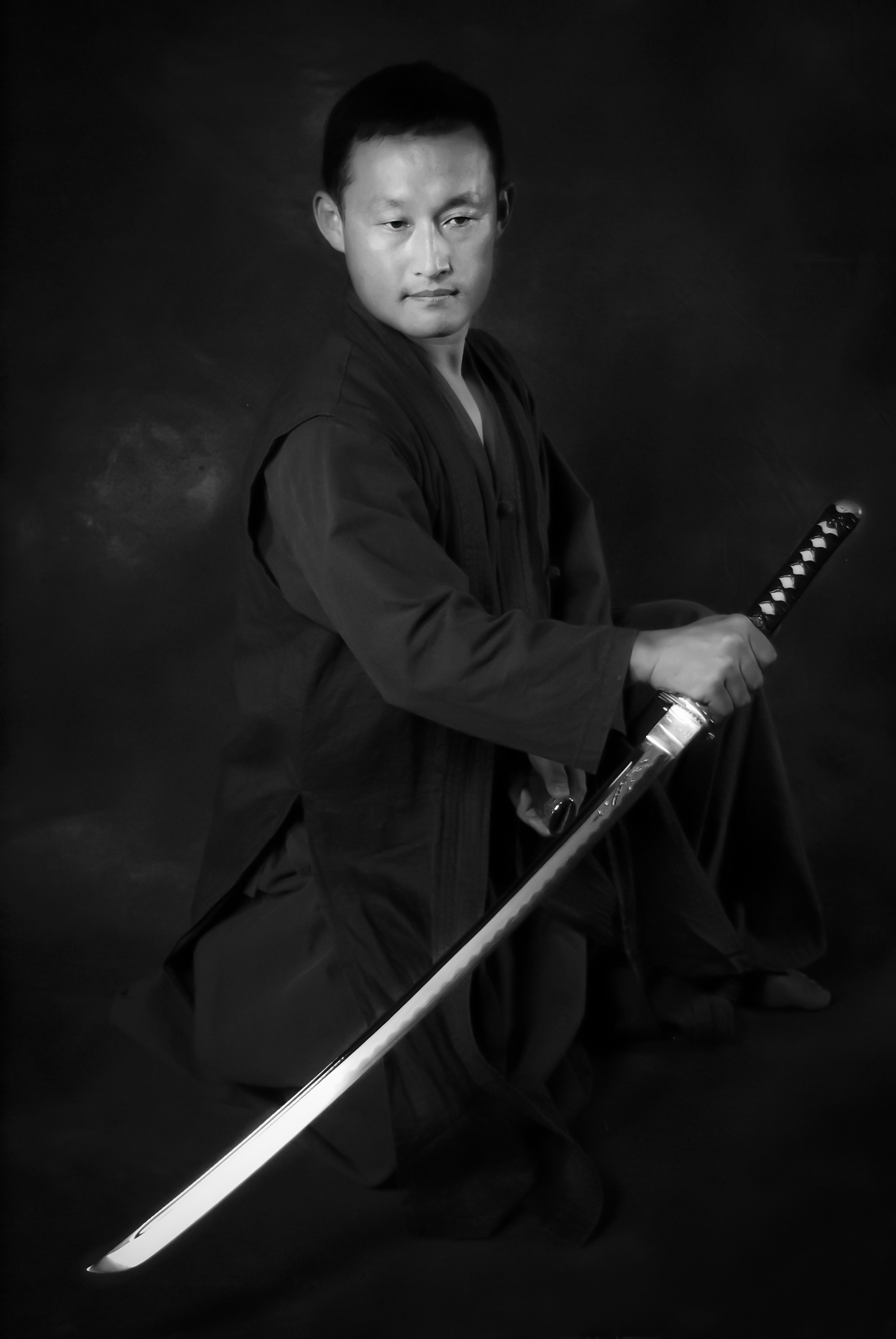
Hyun Kyoo Jang

### Hyun Kyoo Jang
- Kummooyeh – 9e Dan zwarte band
- Haedong Kumdo – 8e Dan zwarte band
- Grootmeester van de World Kummooyeh Federation
- Pionier in Kummooyeh-organisaties in Australië, Singapore, Spanje, Italië, Duitsland, VS, Colombia, Zuid-Afrika, Panama,
- VK, Nederland, VAE, China, België, Algerije, Mexico, India, Brazilië, Puerto Rico en etc.
- Oprichting van het Kummooyeh-hoofdkantoor en trainingscentrum in Incheon, Korea, 2015
- Bouwde het Kummooyeh snij- en boogschietveld in Hongseong, Korea, 2017
- Media-aandacht op Australische tv, Colombiaanse tv, Indiase tv en Duitse gedrukte media.
- Master's Degree van Professional Accounting
- Bachelor in Global Business Management